# لويس فيانا نيتو
لويس فيانا نيتو هو سياسي برازيلي، ولد في 7 نوفمبر 1933 في سالفادور في البرازيل. في 1986 Brazilian parliamentary election ‏، انتخب عضو مجلس النواب البرازيلي ‏ عن دائرة Bahia ‏ وانتخب عضو مجلس الشيوخ من البرازيل ‏.